# Niazepetrovsk
Niazepetrovsk - Нязепетровск (rus) és una ciutat de l'óblast de Txeliàbinsk, a Rússia.

## Geografia
Niazepetrovsk es troba a la vora del riu Niàzia, afluent de l'Ufà. És a 107 km al sud-oest de Iekaterinburg i a 151 km al nord-oest de Txeliàbinsk.

## Història
Fou fundada el 1747 en el marc de l'establiment de les forges de Niazepetrovski Zavod pel mercader Piotr Ossokin. La vila aconseguí l'estatus de possiólok (poble) l'1 de gener de 1932 i el de ciutat el 27 de juny de 1944.